# Corral, Chile
Corral este un târg și comună din provincia Valdivia, regiunea Los Ríos, Chile, cu o populație de 5.084 locuitori (2012) și o suprafață de 766,7 km2.